# Avenida Libertador (Barquisimeto)
Avenida Libertador es el nombre que recibe una de las arterias viales más importantes en la ciudad de Barquisimeto, Capital del Estado Lara en el Centro-occidente del país sudamericano de Venezuela.

## Descripción
La vía lleva su nombre en honor del Libertador el general Simón Bolívar. Comienza en el Monumento al Sol Naciente o Redoma del Sol Naciente, en donde se conecta a la Avenida Los Leones (hacia el sur) y la Avenida Herman Garmendia (hacia el norte). También está vinculada con las avenidas Argimiro Bracamonte, Avenida Andrés Blanco, Avenida Negro Primero, la Avenida Moran (en el sur), la Avenida Andrés Bello, la Avenida Intercomunal (norte), la Avenida Simón Rodríguez, las calles 13 y 42, hasta finalmente conectar con la Avenida Florencia Jiménez y la Avenida las Industrias.
En su recorrido se pueden localizar varias paradas del sistema de transporte masivo de Barquisimeto, Transbarca, el Centro comercial Babilon, Fundela (Fundación para el deporte del Estado Lara), instalaciones deportivas como el Domo Bolivariano, el Estadio Farid Richa, El Polideportivo Máximo Viloria, el Hospital Central Antonio María Pineda, el Parque Zoológico y Botánico Bararida, la Fundación para el Desarrollo de Centrooccidente, El Parque del Este, y el centro comercial Arena Plaza.
También allí se encuentran sectores como la Zona Industrial, El Obelisco, Urbanización las Acacias, la Concordia, Bararida, El Barrio Japón, Barrio La Voz de Lara, entre muchos otros.